# The Act (musical)
The Act és un musical amb llibret de George Furth, lletres del Fred Ebb i música de John Kander. Va ser escrit amb la intenció de reunir els talents de Kander & Ebb amb els de la seva favorita, Liza Minnelli.

## Argument
El musical gira al voltant de Michelle Craig, una estrella del cinema en declivi que intenta un retorn com a cantant a Las Vegas. Durant la planificació i la posada en escena del show, Michelle recorda el seu passat: un matrimoni fracassat amb un productor de cinema, un avortament, una història d'amor que acabà provocant que es divorciés del seu estimat marit, així com els èxits i els fracassos professionals.

## Producció
The Act realitzà una gira de proves de 15 setmanes que la portà a Chicago, San Francisco i Los Angeles. Finalment s'estrenà al Majestic Theatre de Broadway el 29 d'octubre de 1977, on es representà en 233 funcions i 6 prèvies. Dirigit per Martin Scorsese, amb coreografies de Ron Lewis i vestuari de Halston, el repartiment incloïa a Barry Nelson i Wayne Cilento.
El crític del New York Times va escriure que «"The Act" és precisament el que el seu nom implica: és un acte, i és esplèndid. Per l'altre costat, és una mica menys del que impliquen les seves pretensions. Teatral car és una actuació, és indiferent com a teatre musical.» Un altre crític del New York Times senyalà que «Si hi ha quelcom que destaqui de "The Act" és que Miss Minelli té un poder d'estrella incomparable a Broadway.»
Amb preus de fins a $25 pels seients de platea un dissabte nit, The Act va recaptar 2 milions de dòlars en vendes anticipades, llavors la xifra més alta de la història de Broadway. Però la producció va anar malament des de l'inici, amb la seva protagonista amb un comportament erràtic i sovint perdent-se funcions, en total més del 10%. Durant la gira de proves, Gower Champion va haver d'anar a ajudar en la direcció (tot i que no se'l cità als crèdits). A més, el vestuari original va ser substituït. Amb els costs addicionals, va ser impossible recuperar la inversió inicial del show.

## Cançons
| I Acte - "Shine It On" – Michelle Craig i Cor - "It's the Strangest Thing" – Michelle Craig - "Bobo's" – Michelle Craig i Ballarins - "Turning" – Michelle Craig - "Little Do They Know" – Nois i Noies - "Arthur in the Afternoon" – Michelle Craig and Arthur - "Hollywood, California" – Michelle Craig i Ballarins - "The Money Tree" – Michelle Craig | II Acte - "City Lights" – Michelle Craig i Cor - "There When I Need Him" – Michelle Craig - "Hot Enough for You?" – Michelle Craig i Ballarins - "Little Do They Know" (Reprise) – Nois i Noies - "My Own Space" – Michelle Craig - "Walking Papers" – Michelle Craig |

## Personatges
Per ordre d'aparició
Lenny Kanter
Michelle Craig
Nat Schreiber
Dan Connors
Arthur
Charley Price
Molly Connors
Nois i Noies

## Premis i nominacions

### Producció original de Broadway
| Any  | Premi      | Categoria                             | Nominat(s)             | Resultat   |
| ---- | ---------- | ------------------------------------- | ---------------------- | ---------- |
| 1978 | Premi Tony | Millor Banda Sonora                   | Fred Ebb i John Kander | Nominats   |
| 1978 | Premi Tony | Millor Actor Protagonista de Musical  | Barry Nelson           | Nominat    |
| 1978 | Premi Tony | Millor Actriu Protagonista de Musical | Liza Minnelli          | Guanyadora |
| 1978 | Premi Tony | Millor Vestuari                       | Halston                | Nominat    |
| 1978 | Premi Tony | Millor Coreografia                    | Ron Lewis              | Nominat    |
| 1978 | Premi Tony | Millor Il·luminació                   | Tharon Musser          | Nominat    |